# Industrieel ingenieur
Industrieel ingenieur (ing.) is een Belgische ingenieurstitel die men verkrijgt na een vierjarige academische opleiding aan een faculteit of departement industriële ingenieurswetenschappen van een universiteit in de Vlaamse Gemeenschap, of een vijfjarige opleiding in de Franse Gemeenschap.
De opleiding is historisch ontsproten in 1977 uit die van de Belgische technisch ingenieurs die gecreëerd werd vanwege gestelde noden bij de industriële revolutie. Een industrieel ingenieur wordt ook wel een "uitvoeringsingenieur" genoemd, onderscheiden van de burgerlijk ingenieur die men "conceptingenieur" noemt. De inhoud van de opleiding is dan ook iets meer op de praktijk gericht. 
In de bachelor-masterstructuur in Vlaanderen heet het diploma Master in de Industriële Wetenschappen en ook het diploma Master in de Biowetenschappen verleent toegang tot de titel industrieel ingenieur (ing.). De diploma's zijn te verkrijgen na een 3-jarige bachelor en een 1- of 2-jarige masteropleiding. 
In Vlaanderen kwamen de opleidingen industrieel ingenieur vanaf het academiejaar 2013-2014 onder de verantwoordelijkheid van de universiteiten te staan. Dit proces, dat voortvloeide uit de nauwe samenwerking tussen universiteiten en hogescholen binnen de associaties, werd inkanteling genoemd.
Industrieel ingenieurswetenschappen kan in Vlaanderen gevolgd worden aan de VUB, KU Leuven, Universiteit Antwerpen, Universiteit Gent en Universiteit Hasselt. 

## Afstudeerrichtingen
- Bouwkunde
- Biochemie
- Chemie
- Chemische technologie
- Civiele techniek
- Elektromechanica
- Elektronica-ICT
- Elektrotechniek
- Energie
- Industrieel ontwerpen
- Informatica
- Land- en tuinbouwkunde
- Landmeten
- Milieukunde
- Nucleaire technologie
- Textieltechnologie
- Verpakkingstechnologie
- Voedingsindustrie